# Londoner Büro
Das Londoner Büro war ein internationaler Zusammenschluss linkssozialistischer Parteien, der von 1932 bis 1940 existierte. Offizieller Name des Zusammenschlusses war zunächst Komitee Unabhängiger Revolutionärer Sozialistischer Parteien, später Internationales Büro für Revolutionär-Sozialistische Einheit und Internationales Revolutionär-Marxistisches Zentrum, in der Literatur häufig unter dem Namen Internationale Arbeitsgemeinschaft (IAG). Dem Londoner Büro war das Internationale Büro revolutionärer Jugendorganisationen angeschlossen.
Sekretär war von 1932 bis 1939 Fenner Brockway (ILP, Großbritannien), von 1939 bis 1940 Julián Gorkin (POUM, Spanien).

## Mitgliedsparteien
| Land           | Name                                                                                  | Zeitraum      | Anmerkungen                                                                                              |
| -------------- | ------------------------------------------------------------------------------------- | ------------- | --- |
| Deutschland    | Sozialistische Arbeiterpartei Deutschlands (SAPD)                                     | bis 1938      | |
| Deutschland    | Kommunistische Partei-Opposition (KPD-O)                                              |               | Beobachter                                                                                               |
| Deutschland    | Leninbund                                                                             | 1933 bis 1935 | |
| Deutschland    | Neuer Weg                                                                             | ab 1937       | aus der SAPD ausgeschlossene Fraktion                                                                    |
| Frankreich     | Parti d’unité prolétarienne (PUP)                                                     | bis 1937      | Partei löste sich 1937 auf                                                                               |
| Frankreich     | Parti socialiste ouvrier et paysan (PSOP)                                             | ab 1939       | |
| Großbritannien | Independent Labour Party (ILP)                                                        |               | |
| Italien        | Maximalistische Fraktion der Partito Socialista Italiano (PSI) um Angelica Balabanova |               | |
| Niederlande    | Onafhankelijk Socialistische Partij (OSP)                                             | bis 1935      | |
| Niederlande    | Revolutionair Socialistische Partij (RSP)                                             | bis 1935      | |
| Niederlande    | Revolutionair Socialistische Arbeiders Partij (RSAP)                                  | seit 1935     | Zusammenschluss von OSP und RSP                                                                          |
| Norwegen       | Det Norske Arbeiderparti (DNA)                                                        | bis 1933      | |
| Norwegen       | Mot Dag                                                                               |               | |
| Österreich     | Rote Front                                                                            |               | |
| Palästina      | Poale Zion                                                                            |               | |
| Palästina      | Hashomer Hatzair                                                                      |               | |
| Polen          | Allgemeiner Jüdischer Arbeiterbund                                                    |               | |
| Polen          | Unabhängige Arbeiterpartei Polens (NPRP)                                              |               | |
| Rumänien       | Unabhängige Sozialistische Partei(PSI)                                                |               | |
| Spanien        | Bloque Obrero y Campesino (BOC)                                                       |               | 1935 Vereinigung mit der Izquierda Comunista de España zur Partido Obrero de Unificación Marxista (POUM) |
| Schweden       | Sveriges Kommunistiska Partiet („Kilbom-Fraktion“)                                    | ab 1933       | 1934 umbenannt in Socialistiska Partiet                                                                  |
| USA            | Independent Labor League of America                                                   | ab 1939       | |